# Review of Environmental Economics and Policy
Das Review of Environmental Economics and Policy (REEP) ist eine wirtschaftswissenschaftliche Fachzeitschrift, welche dem Thema Umweltökonomik und -politik gewidmet ist und als offizielle Fachzeitschrift der Association of Environmental and Resource Economists (AERE) und der European Association of Environmental and Resource Economists (EAERE) fungiert. Die Zeitschrift wird mit einer Frequenz von einer Ausgabe pro Semester durch den Verlag Oxford University Press herausgegeben.
REEP wurde im Jahr 2007 nach vielen Jahren der Diskussion innerhalb der AERE gegründet. Die Beiträge behandeln Forschungsergebnisse der Umweltökonomik und Umweltpolitik und sollen dazu dienen, Ideen und Erkenntnisse zwischen den Feldern auszutauschen. Die Zeitschrift möchte die Lücke zwischen traditionellen akademischen Zeitschriften wie dem ebenfalls von AERE herausgegebenem Journal of Environmental Economics and Management und der Publikumspresse füllen.
Laut Eigenaussage der Zeitschrift im Jahr 2016 liegt der Impact Factor bei 3.097. Nach der Zitationsanalyse des Verlags Elsevier gilt REEP als eines der besten Journals im Bereich Umweltökonomik.